# Orchis algeriensis
Orchis algeriensis là một loài thực vật có hoa trong họ Lan. Loài này được B.Baumann & H.Baumann mô tả khoa học đầu tiên năm 2005.